# 湯日新
湯日新（1897年—1951年4月27日），字又斋，江西省广丰县大南乡樟坞村人。曾于民国年间任浙江省绍兴县长、黄岩县长。

## 生平
汤日新于1927年毕业于上海复旦大学土木工程系，后由恽代英介绍考入广州中央学术学院。后分派至浙江省民政厅，并经厅长朱家骅推荐，于1928年出任绍兴县县长，连任至1933年。

### 任职绍兴
汤日新在绍兴任职期间，办了很多实事，尤其重视地方公益事业，其主要事迹有：
- 与王子余等在轩亭口（秋瑾就义处）树立秋瑾烈士纪念碑，并请于右任题字，蔡元培作碑记。同时在龙山上建立风雨亭，并手书《风雨亭记》。
- 整顿、扩充绍兴县救济院。
- 在城内挖大井数口以改善居民用水。
- 将清道桥至大江桥、大江桥至北海桥两段街道扩建为柏油路，为绍兴筑柏油路之始。
- 提倡强身救国，1930年设立国术馆，自兼馆长。
- 重修三江闸和纪念汤绍恩的汤公祠。
- 1932年与邵力子等筹建私立绍兴中学（今稽山中学）。
- 设绍兴平民习艺所，为平民提供职业教育。
- 1932年重修禹陵禹王殿。[1]

### 任职黄岩
1934年后转任黄岩县长，宣布土匪、花会、烟毒为“黄岩三害”。

### 返回故乡
抗战爆发后，汤日新回到江西广丰，参与抗日斗争。1949年4月加入中国共产党，后任上饶地区贸易公司秘书。在镇反运动中被打倒，1951年4月27日被广丰县人民法院以“恶霸”罪判处死刑。

### 后事
1985年9月6日，江西省高级人民法院为其平反。同年12月18日，中共广丰县委发文恢复其党籍与公职。其子女从加拿大回国拾取遗骨并埋葬于樟坞村口。